# Chamaecrista neesiana
Chamaecrista neesiana är en ärtväxtart som först beskrevs av George Bentham, och fick sitt nu gällande namn av Howard Samuel Irwin och Rupert Charles Barneby. Chamaecrista neesiana ingår i släktet Chamaecrista och familjen ärtväxter.

## Underarter
Arten delas in i följande underarter:
- C. n. goyazensis
- C. n. laxiracemosa
- C. n. neesiana
- C. n. subnitida